# Rubén Bonifaz Nuño
Rubén Bonifaz Nuño (Córdoba, Veracruz, 12 de noviembre de 1923 - México D. F., 31 de enero de 2013) fue un poeta y clasicista mexicano.

## Biografía

### Infancia, primeros años y encuentro con la poesía
Nació en Córdoba (Veracruz), el 12 de noviembre de 1923, como el hijo de un telegrafista. Desde su infancia tuvo contacto con gente indígena que trabajaba en la mensajería en la que creció, donde aprendió que debían ser tratados como iguales o superiores, esta idea se reforzó durante su educación en preparatoria durante su educación primaria, cuando estudio historia bajo la guía de Guillermo Sherwell, quien veneraba a los indígenas como antepasados de gran renombre y criticaba a la doctrina y religión traída por los españoles. Gustaba además de visitar con frecuencia el Museo Nacional de Arte en el cual disfrutaba constantemente de admirar las piezas y reliquias prehispánicas. En 1945 entra por primera vez en contacto con la poesía Nahuatl que le marca con un libro traducido por el padre Ángel María Garibay. 
Tenía la idea de que la literatura prehispánica había perdido densidad poética al ser traducidas, que tomos como los de Miguel León-Portilla no era verdaderamente literatura prehispánicas, que la lengua española impuesta debía de ser perfeccionada para educar de nuevo a los escritores españoles cuyos escritos, según decía llevaban ya un largo tiempo de ser pésimos y que solo unos pocos libros, entre los cuales destacan Águila o Sol de Octavio Paz habían dado un nuevo significado y profundidad a la literatura del país. Estas opiniones al parecer repercutirían en su trabajo como traductor de textos clásicos años después.

### Educación y vida académica

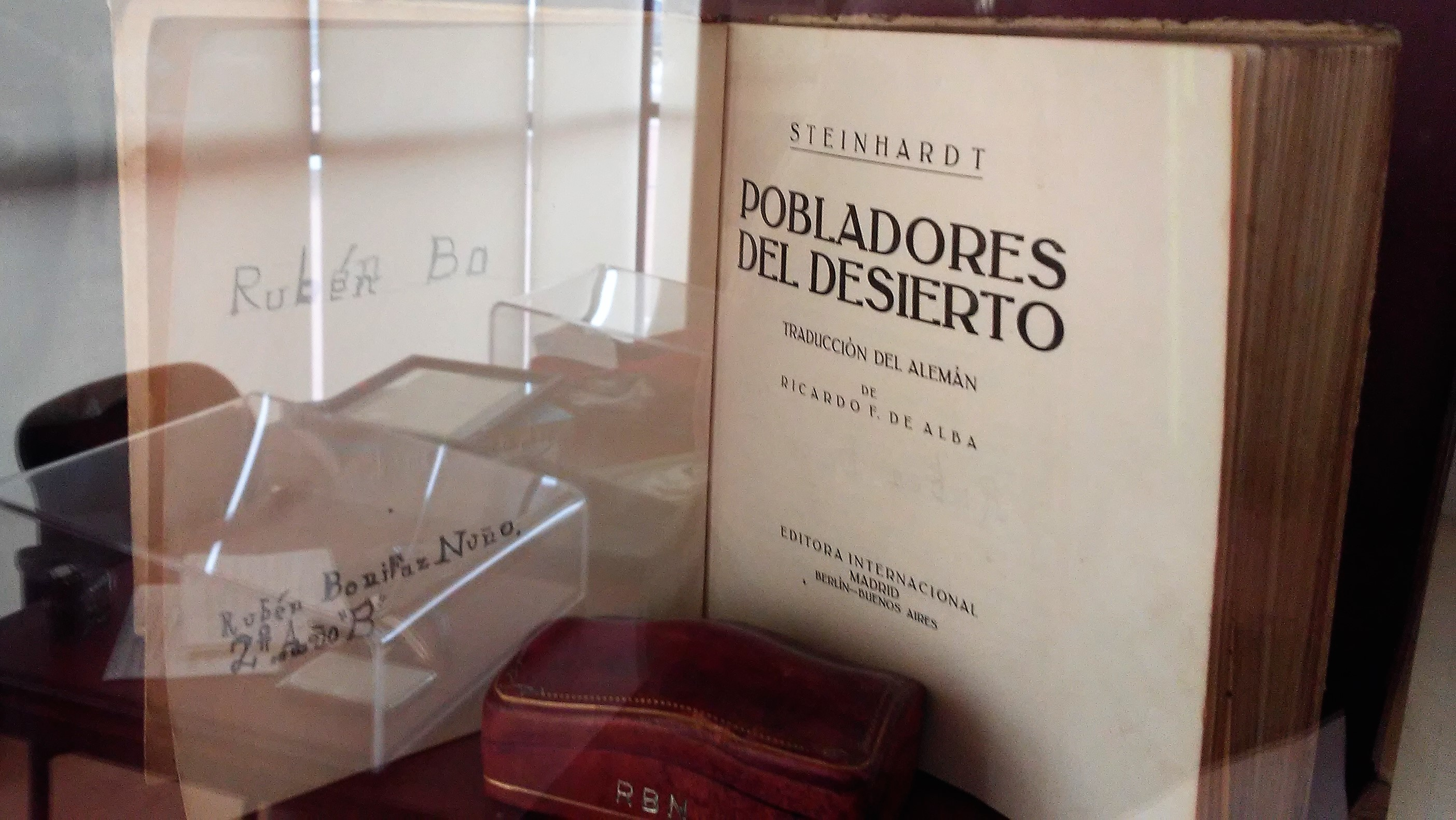
Libro que fue de Rubén Bonifaz Nuño niño o adolescente en que se alcanza a ver su nombre autógrafo y su grupo escolar

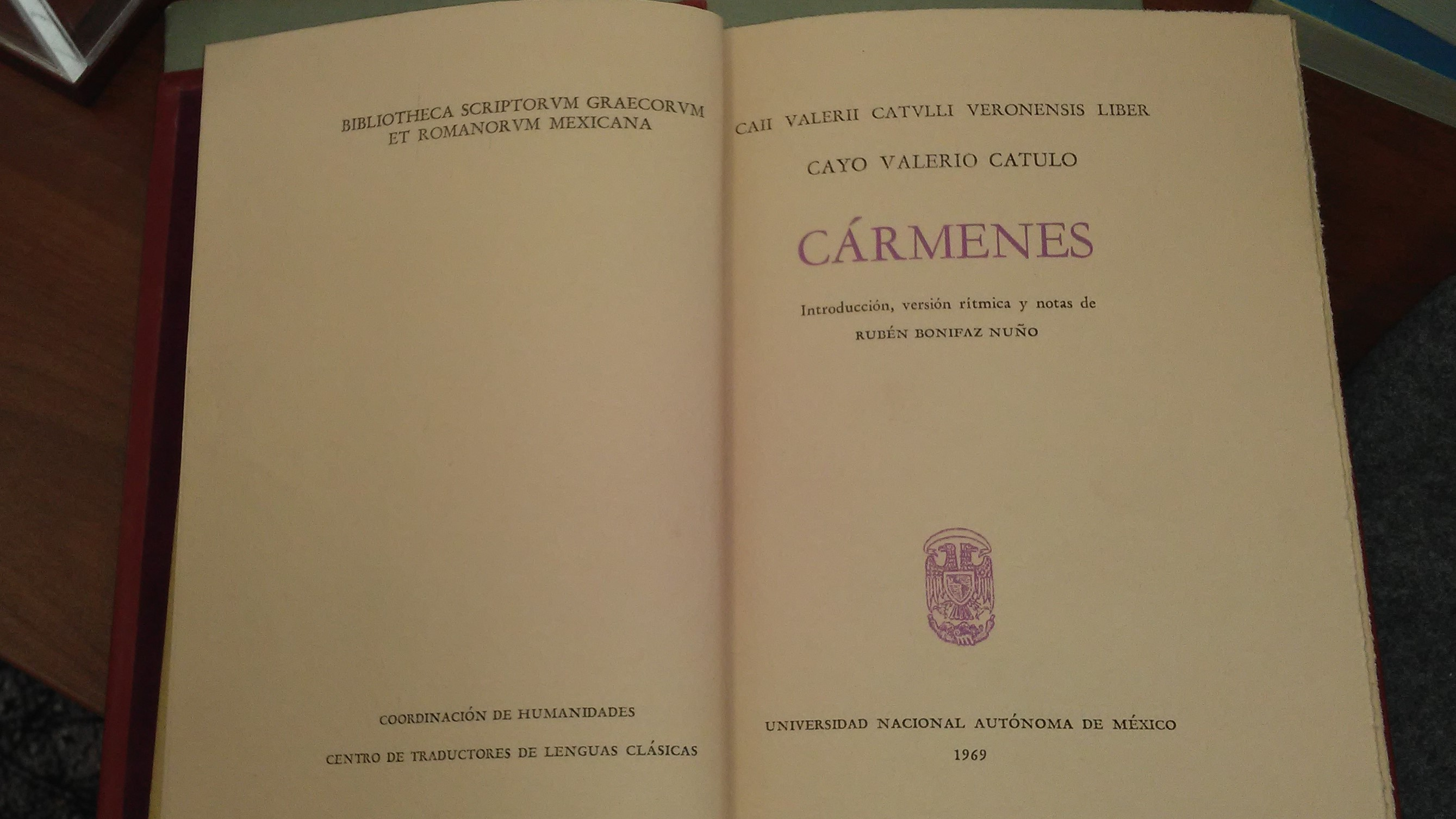
Cármenes de Cátulo, su tesis de maestría en letras clásicas que luego fue publicada en la Bibliotheca Scriptorvm Græcorvm et Romanorvm Mexicana de la Universidad Nacional Autónoma de México

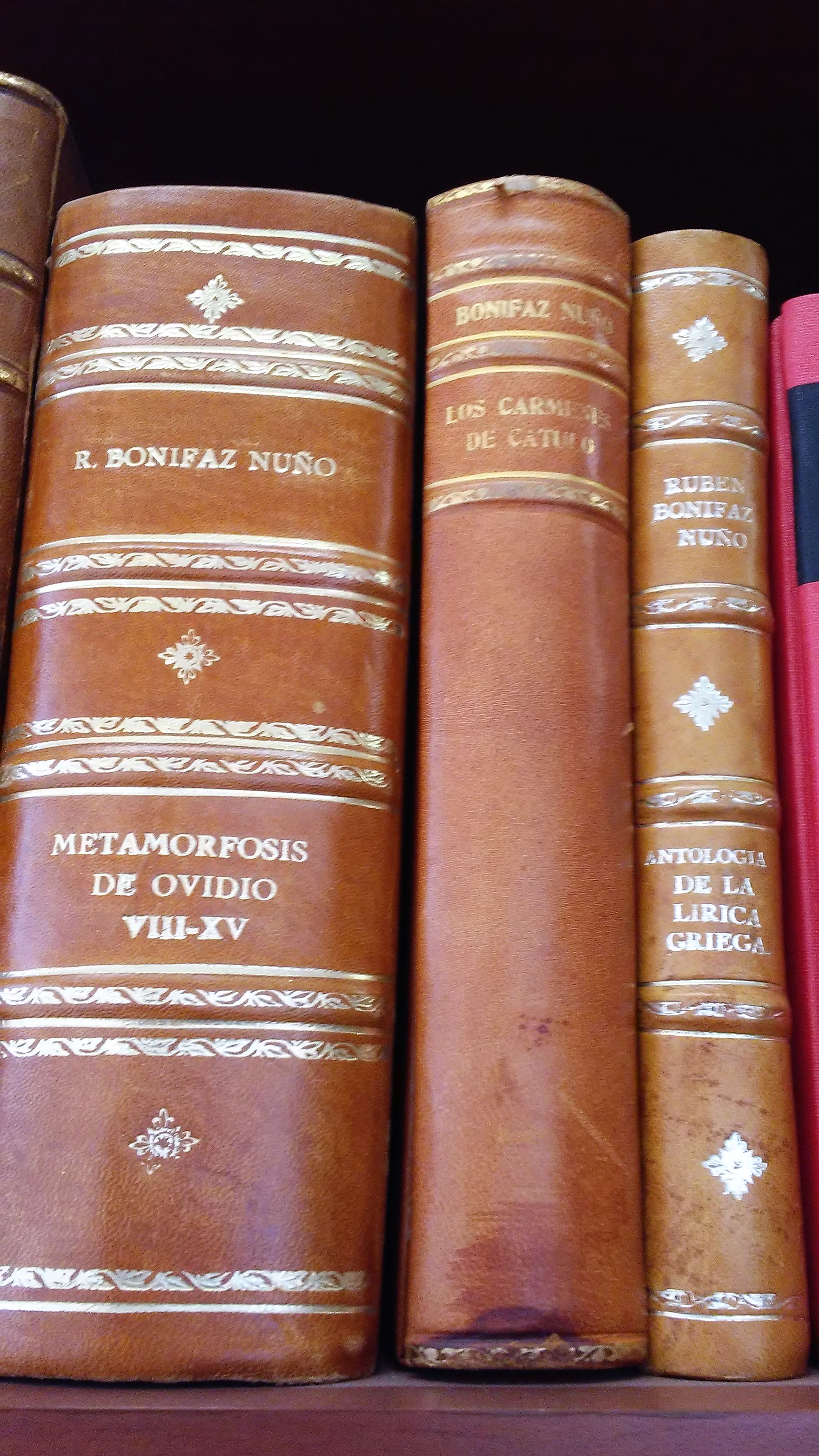
La Metamorfosis de Ovidio y la Antología de la lírica griega otros de sus muchos trabajos de traducción de los clásicos latinos y griegos

Realizó sus estudios primero en la Ciudad de México, primero con la carrera de derecho en la Universidad Nacional Autónoma de México (UNAM) entre 1940 y 1947, contra los deseos de su padre quien deseaban que dedicara su vida a la ingeniería química. En 1949 elaboró la tesis El convenio de transacción con la que obtuvo el grado de Licenciado en Derecho. Entre los años 1951 y 1952 es introducido como becario del Centro Mexicano de Escritores. A lo largo de su estancia en la universidad asumió diversos puestos: En 1954 fue director general de publicaciones. En 1960 empezó a enseñar latín en la Facultad de Filosofía y Letras de la UNAM, llegando en 1964 a formar parte de la Comisión de Planes de estudio del Colegio de Letras Clásicas de la misma facultad, el 19 de agosto de 1962 es elegido miembro de la Academia Mexicana de la Lengua, tomando posesión de la silla V el 30 de agosto de 1963, puesto al que renunció el 26 de julio de 1996. Fue coordinador de humanidades en 1966. En 1968 obtuvo el grado de Maestro en Letras Clásicas con la tesis Los carmenes de Cayo Valerio Catulo y en 1970 el Doctorado en Letras al sustentar la tesis Virgilio: La eneida libros I-VI, mismo año en que asumió el cargo de director de la Bibliotheca Scriptorvm Græcorvm et Romanorum Mexicana. Fue admitido en el Colegio Nacional en 1972 con el discurso de ingreso "La fundación de la ciudad". Fue ganador del Premio Nacional de Literatura y Lingüística en 1974. Desde 1984 a 1985, además de un miembro creador de los centros de Lingüística Hispánica y Traductores de Lenguas Clásica y Estudios Mayas y director del Seminario de Estudios de Descolonización de México y fue miembro de la Junta de Gobierno. Méritos por los cuales fue nombrado investigador emérito de la UNAM e Investigador Nacional Emérito.

### Trabajo como traductor y escritor
Se destacó como un traductor y amante de las lenguas griegas y romanas, las cuales le otorgaron junto con la lengua nahuatl su amor hacia la palabra y en el caso de la Latina le inspiró a su estudio del derecho, su deseo de traducir nació de querer llegar a dominar estas lenguas antes de querer dominar enteramente el español y re-enseñarlo a los españoles e hispanoparlantes. A lo largo de su carrera publicó traducciones de las obras de Catulo, Propercio, Lucrecio: De la natura de las cosas, Píndaro, Ovidio: Metamorfosis, Arte de amar y Remedios del amor, Lucano, Virgilio: La Eneida y las Geórgicas, Julio César: Guerra gálica, Cicerón: Acerca de los deberes y otros autores clásicos al español. Su traducción de 1973 de la Eneida fue aclamada por la crítica. 
Publicó 18 poemarios durante su carrera. Como poeta, su formación humanística lo llevó hacia una poesía de síntesis en que se concilian el rigor clásico y las palabras en libertad, el oscuro y muchas veces el atroz universo nahuatl y la tradición grecolatina. Imágenes (1953) es de corte clásico y tiene una dedicatoria. En Los demonios y los días (1956), el poeta busca acercarse con versos de contenido social y formas directas y coloquiales, El manto y la corona (1958) es un poemario de amor que balancea esos dos movimientos de su lirismo. Fuego de Pobres (1961) la sensibilidad ahonda este problema social. Siete espadas (1966) descubre la correspondencia entre el universo nahuatl y el universo latino, relacionándolos en su contexto social actual. El ala del tigre (1969) reúne una vez más, tiempos paralelos de estos mundos culturales distintos. La flama en el espejo (1979) reúne todos sus libros anteriores, más algunos poemas sueltos escritos entre 1945 y 1965. As de oros (1980) y El corazón de la espiral (1983) son síntesis de sus preocupaciones existenciales.

## Fallecimiento
Falleció en la Ciudad de México el 31 de enero de 2013. Para ese momento su ceguera estaba a un nivel muy avanzado.

## Obras

### Traducciones
- Eneida  de Virgilio (1973)
- Arte de amar y  Remedios del amor de Ovidio (1975)
- Metamorfosis de Ovidio (1979)
- De la natura de las cosas de Lucrecio (1984)

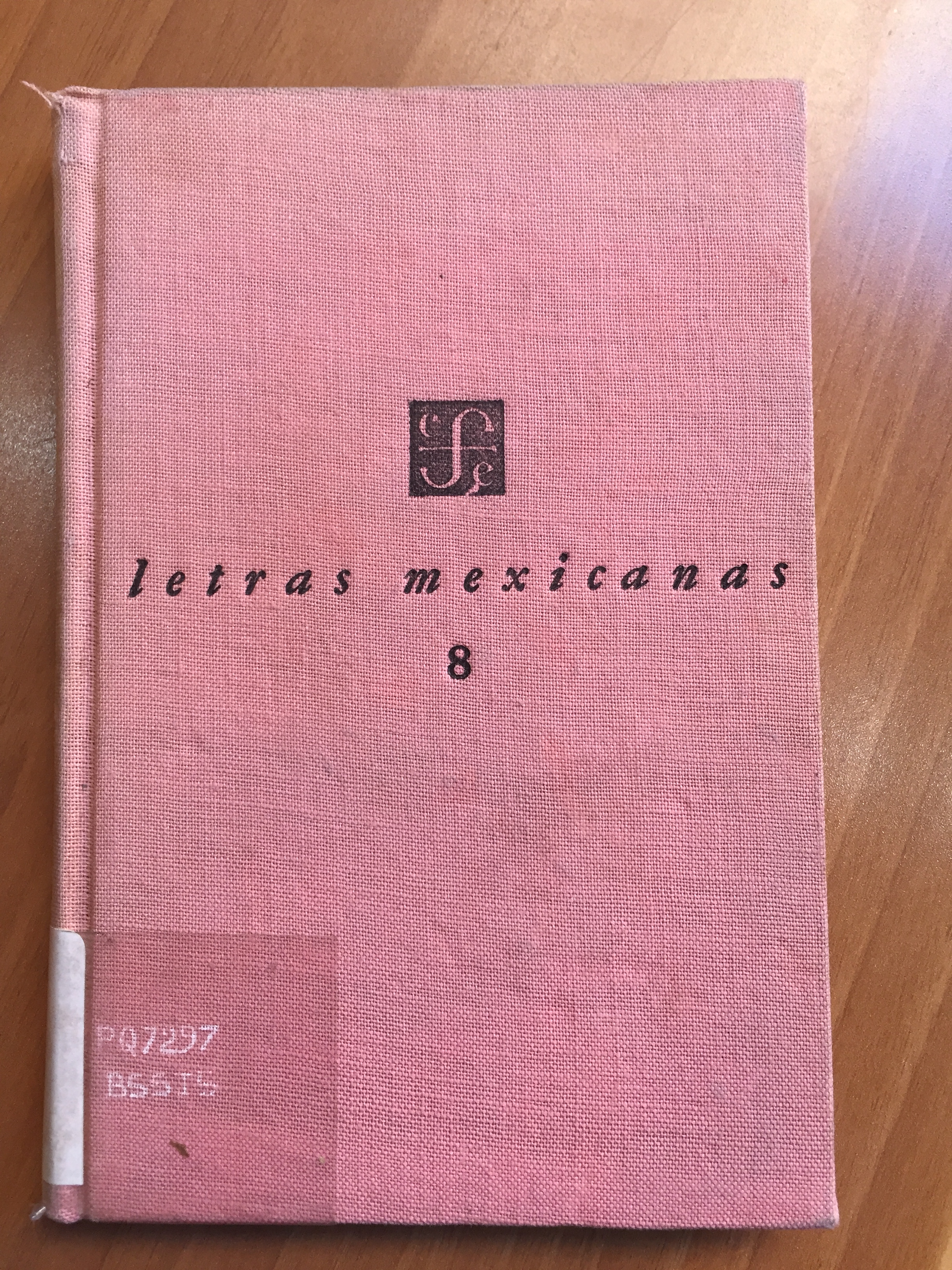
Primera edición del libro "Imágenes" en el acervo de la universidad Iberomamericana.

- Odas de Píndaro (1990)
- Hipólito de Eurípides (1998)
- Primera edición del libro "Imágenes" en el acervo de la universidad Iberomamericana.Ilíada de Homero (2008)

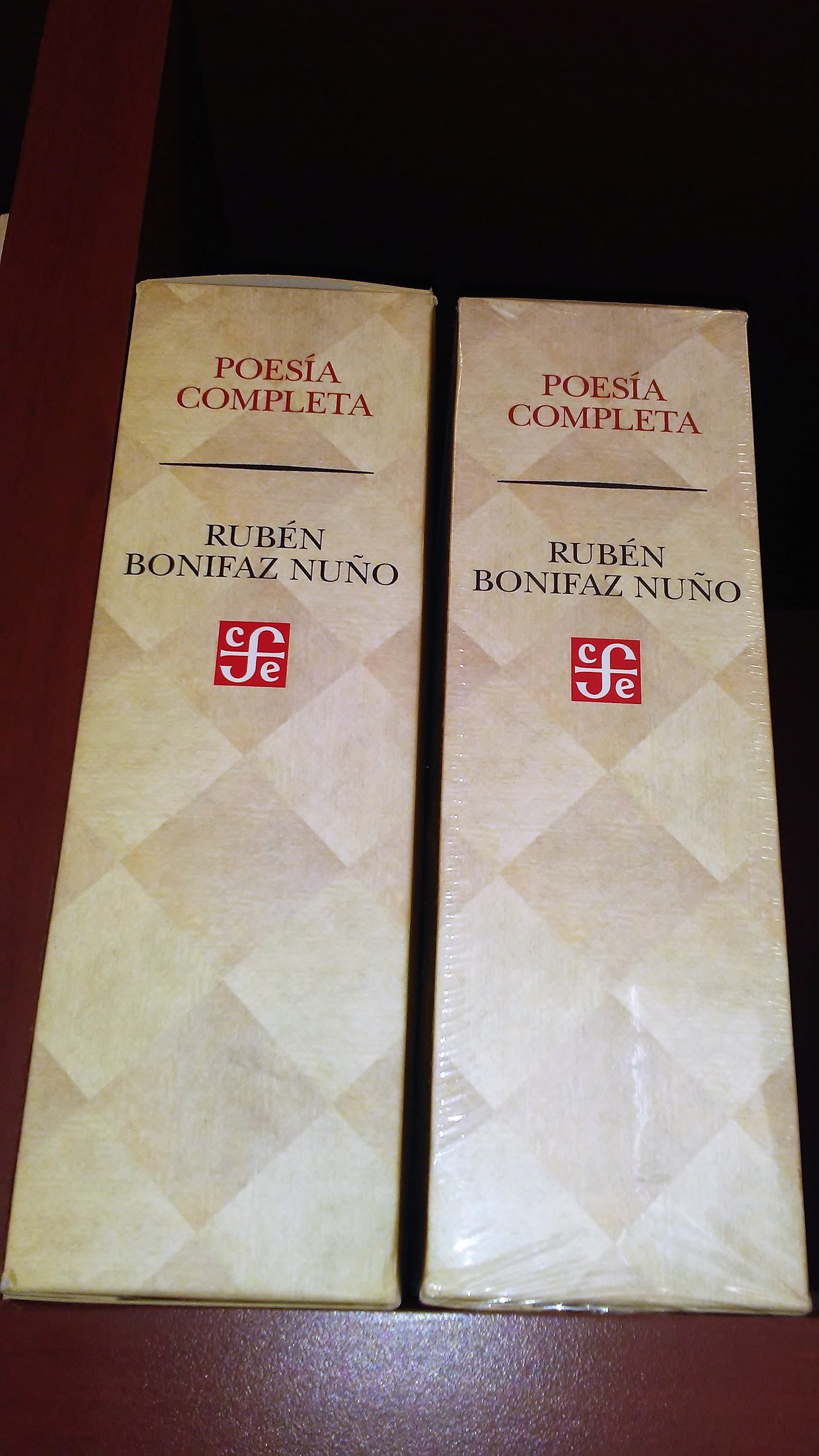
Volúmenes de su Poesía Completa

### Ensayos
- El amor y la cólera: Cayo Valerio Catulo (1977)
- Los reinos de Cintia. Sobre Propercio (1978)
- Cosmogonía antigua mexicana: hipótesis iconográfica y textual UNAM (1995)
- Imagen de Tláloc: hipótesis iconográfica y textual UNAM (1996)

### Poesía
- La muerte del ángel (1945)
- Imágenes (1953)
- Los demonios y los días (1956)
- El manto y la corona (1958)
- Canto llano a Simón Bolívar (1958)
- Fuego de pobres (1961)
- Siete de espadas (1966)
- El ala del tigre (1969)
- La flama en el espejo (1971)

- Tres poemas de antes (1978)

- De otro modo lo mismo (1979)

- As de oros (1981)
- El corazón de la espiral (1983)
- Albur de amor (1987)
- Pulsera para Lucía Méndez (1989)[5]
- Del templo de su cuerpo (1992)
- Trovas del mar unido (1994)
- Calacas (2003)

## Reconocimientos y premios
- Premio Nacional de Letras (1974)
- Premio Latinoamericano de Letras Rafael Heliodoro Valle (1980)
- Diploma de Honor, certamen de capitolio en Roma (1981)
- Premio Internacional Alfonso Reyes (1984)
- Doctorado Honoris, Universidad de Colima (1985)
- Medalla Conmemorativa del Palacio de Bellas Artes (1997)
- Premio Iberoamericano López Velarde (2000)

## Recinto Rubén Bonifaz Nuño
El recinto Rubén Bonifaz Nuño está ubicado en el segundo piso de la Biblioteca Central de la Universidad Nacional Autónoma de México, en la Ciudad Universitaria, Ciudad de México. Por las mañanas, el visitante puede observar su escritorio, su máquina de escribir, parte de su vestimenta, en especial sus distintivos chalecos; objetos personales, bibelots, preseas, fotografías; parte de su colección de armas antiguas, así como su máscara mortuoria.

## Referencias

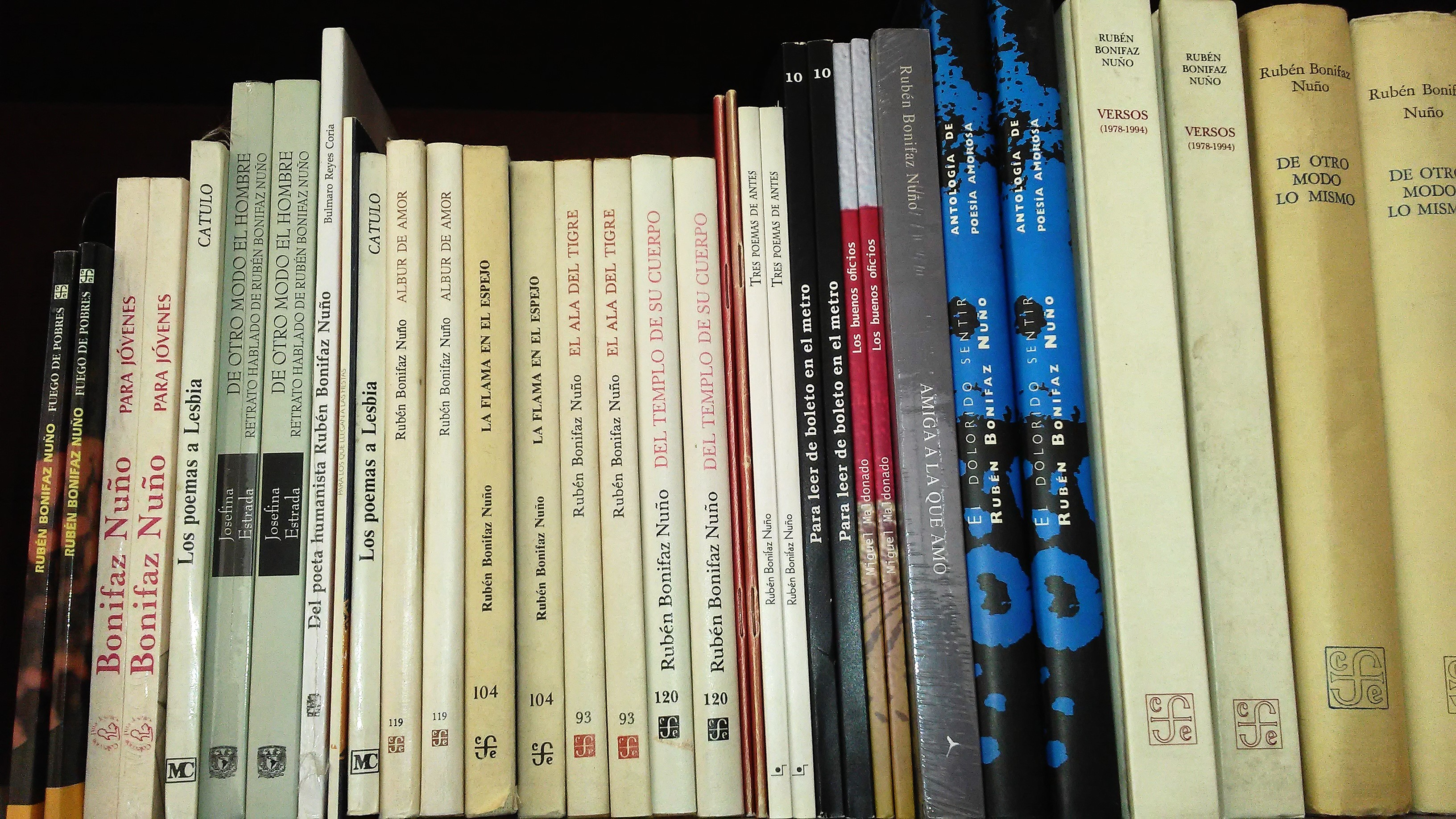
Algunos títulos más del erudito traductor, escritor y poeta.